# Semicossyphus
Semicossyphus is een geslacht van vissen in de familie van de lipvissen (Labridae).

## Lijst van soorten
Volgens FishBase bestaat dit geslacht uit de soorten:
- Geslacht Semicossyphus Günther, 1861
  - Semicossyphus darwini Jenyns, 1842
  - Semicossyphus pulcher Ayres, 1854
  - Semicossyphus reticulatus Valenciennes, 1839

## Referentie
- FishBase: Ed. Rainer Froese and Daniel Pauly. Versie december 2007. N.p.: FishBase, 2007.